# 에르콜레 라비티
에르콜레 라비티(이탈리아어: Ercole Rabitti; 1921년 8월 24일, 피에몬테 주 토리노 ~ 2009년 5월 28일, 에밀리아-로마냐 주 페라라)는 이탈리아 토리노 출신의 전 축구 스트라이커이다. 현역 시절, 그는 9개 구단에서 활약했는데, 주로 유벤투스와 코모에서 활동했다.

## 수상
유벤투스
- 코파 이탈리아: 1941–42

코모
- 세리에 B: 1948–49